# Zamek w Eschenbach
Zamek w Pommelsbrunn – gotycki zamek, znajdujący się w dzielnicy Eschenbach, niedaleko Pommelsbrunn.